# Kuk (Papua-Neuguinea)
Kuk ist eine archäologische Fundstätte auf dem Gebiet einer ehemaligen Plantage in Papua-Neuguinea. Sie befindet sich 12 km nordöstlich von Mount Hagen im Oberen Wahgital, Provinz Western Highlands, auf einer Höhe von 1550 m über dem Meeresspiegel. Zu der Plantage gehört ein Torfsumpfgebiet, in dem einer der weltweit ältesten bewässerten Gärten gefunden wurde.
Unter dem Namen Historische Agrarlandschaft von Kuk wurde das Gebiet 2008 von der UNESCO in die Liste des Welterbes aufgenommen.
Die 116 ha große archäologische Fundstätte liegt im südöstlichen Teil der 1969 gegründeten, ehemaligen Landwirtschaftlichen Forschungsstation von Kuk Kuk Agricultural Research Station (ursprünglich Tee-Forschungsstation Kuk, Kuk Tea Research Station) die 280 ha umfasste und in den frühen 1990er Jahren geschlossen 
wurde.